# Теорема Хайоша

У цій мозаїці на площині, що складається з однакових квадратів, зелені та фіолетові квадрати дотикаються повними сторонами, як і блакитні та помаранчеві квадрати

Теорема Хайоша стверджує, що якщо скінченна абелева група подається як прямий добуток симплексів, тобто наборів вигляду {e,a,a2,…,as -1}, де e — одиничний елемент, тоді принаймні один із членів цього добутку є підгрупою. Теорему довів 1941 року угорський математик Дьордь Хайош, використовуючи групові кільця. Пізніше Ласло Редеї довів це твердження за вимоги лише присутності в прямому добутку тотожного елемента та простого числа елементів добутку.
Еквівалентне твердження на однорідних лінійних формах висловив, як гіпотезу, Герман Мінковський. Наслідок гіпотези Мінковського на ґратці мозаїки свідчить, що в будь-якій ґратчастій мозаїці простору кубами є два куби, що дотикаються повними гранями (грань-до-грані). Гіпотеза Келлера — та сама гіпотеза для неґратчастих мозаїк, яка хибна для вищих розмірностей. Теорему Хайоша узагальнив Тибор Сіле.